# Presley O'Bannon
Pour les articles homonymes, voir O'Bannon.
Presley Neville O'Bannon, surnommé le héros de « Derna », né en 1776 dans le comté de Fauquier et mort le 12 septembre 1850 dans le comté de Henry, est un officier du Corps des Marines des États-Unis, célèbre pour ses exploits lors de la guerre de Tripoli.
Il aurait été le premier à brandir le drapeau des États-Unis sur un sol étranger lors de la bataille de Derna.

## Biographie
Après sa courte carrière militaire, il travailla notamment pour le Sénat du Kentucky.
Il est inhumé au cimetière de Frankfort, Kentucky.

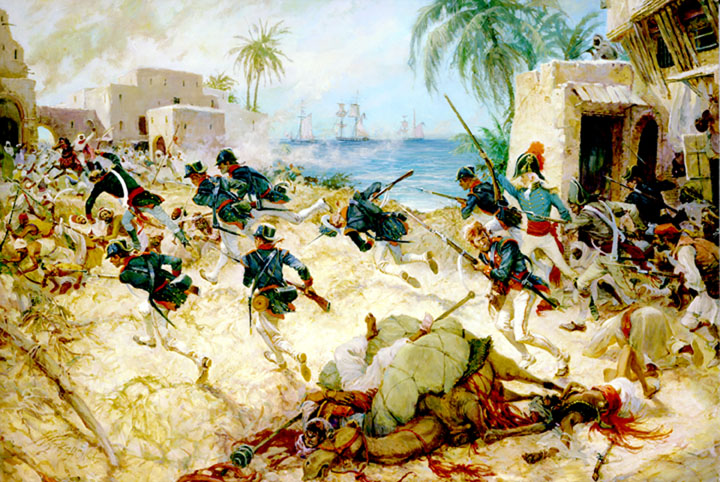
Bataille de Derna

.

## Postérité
En reconnaissance de sa bravoure, O'Bannon aurait reçue une épée pour son aide dans la tentative de remettre le prince Yusuf Karamanli sur son trône. Bien que cela ne soit pas totalement véridique, cette épée est devenue le modèle de l'épée mamelouk adoptée en 1825 par les officiers du Corps des Marines et qui fait depuis partie de l'uniforme.
Trois navires de la marine américaine ont été baptisés USS O'Bannon dont le notable USS O'Bannon (DD-450).